# Štěpit
Štěpit (IMA-Symbol Ště) ist ein sehr selten vorkommendes Mineral aus der Mineralklasse der „Phosphate, Arsenate und Vanadate“ mit der chemischen Zusammensetzung U(AsO3OH)2∙4H2O oder in der kristallchemischen Strukturformel-Schreibweise U4+[As5+O3(OH)]2·4H2O. Štěpit ist damit chemisch gesehen wasserhaltiges Uran-Arsenat.
Štěpit kristallisiert im tetragonalen Kristallsystem und entwickelt tafelige Kristalle bis etwa 0,6 mm sowie blockige Mineral-Aggregate bis etwa 6 mm Größe mit einem glasähnlichen Glanz auf den Oberflächen. Das Mineral ist durchsichtig bis durchscheinend und von smaragd- bis blaugrüner Farbe. Auf der Strichtafel hinterlässt es allerdings einen eher grauen bis grünlichgrauen Strich.

## Etymologie und Geschichte
Erstmals entdeckt wurde Štěpit im Geschieber-Gang der Grube Einigkeit nahe der tschechischen Stadt Jáchymov.
Die Analyse und Erstbeschreibung erfolgte durch ein Mineralogenteam, bestehend aus Jakub Plášil, Karla Fejfarová, Jan Hloušek, Radek Škoda, Milan Novák, Jiří Sejkora, Jiří Čejka, Michal Dušek, Františsek Veselovský, Petr Ondruš, Juraj Majzlan und Zdeněk Mrázek. Sie benannten das Mineral zu Ehren von Josef Štěp (1863–1926), einem tschechischen Bergbauingenieur und „Vater“ des ersten radioaktiven Bades der Welt in Jáchymov. Das Mineralogenteam um  sandte seine Untersuchungsergebnisse und den gewählten Namen 2012 zur Prüfung an die International Mineralogical Association (interne Eingangs-Nr. der IMA: 2012-006), die den Štěpit noch im gleichen Jahr als eigenständige Mineralart anerkannte. Die Publikation der Erstbeschreibung erfolgte 2013 im Fachmagazin Mineralogical Magazine.
Das Typmaterial des Minerals wird im Nationalmuseum in Prag (tschechisch Národní muzeum; Kürzel NMCR) unter der Katalog-Nummer P1P 7/2011 aufbewahrt.

## Klassifikation
Da der Štěpit erst 2012 als eigenständiges Mineral anerkannt wurde, ist er weder in der veralteten 8. Auflage noch in der 9. Auflage der Mineralsystematik nach Strunz verzeichnet. Auch die vorwiegend im englischen Sprachraum gebräuchliche Systematik der Minerale nach Dana kennt den Štěpit noch nicht.
Im zuletzt 2018 überarbeiteten und aktualisierten Lapis-Mineralienverzeichnis nach Stefan Weiß, das sich aus Rücksicht auf private Sammler und institutionelle Sammlungen allerdings noch nach der alten Form der Systematik von Karl Hugo Strunz in der 8. Auflage richtet, erhielt das Mineral die System- und Mineral-Nr. VII/C.29-080. In der „Lapis-Systematik“ entspricht dies der Klasse der „Phosphate, Arsenate und Vanadate“ und dort der Abteilung „Wasserhaltige Phosphate, ohne fremde Anionen“, wo Štěpit zusammen mit Brockit, Grayit, Ningyoit, Rhabdophan-(Ce), Rhabdophan-(La), Rhabdophan-(Nd), Rhabdophan-(Y), Tristramit und Vysokýit die „Rhabdophangruppe“ mit der System-Nr. VII/C.29 bildet.
Die von der Mineraldatenbank „Mindat.org“ weitergeführte Strunz-Klassifikation in der 9. Auflage ordnet den Štěpit ebenfalls in die Abteilung „Phosphate ohne zusätzliche Anionen; mit H2O“ (englisch Phosphates without additional anions, with H2O), genauer in die Unterabteilung „mit ausschließlich großen Kationen“ (englisch with only large cations), wo er aufgrund der strukturellen Verwandtschaft zur „Rhabdophangruppe“ mit der System-Nr. 8.CJ.45 gehört (vergleiche dazu auch Rhabdophangruppe der Original-Klassifikation nach Strunz).

## Kristallstruktur
Štěpit kristallisiert in der tetragonalen Raumgruppe I41/acd (Raumgruppen-Nr. 142) mit den Gitterparametern a = 10,9894(1) Å und c = 32,9109(6) Å sowie 16 Formeleinheiten pro Elementarzelle.
| Kristallstruktur von Štěpit |
| --- |
| - mit Blickrichtung parallel zur a-Achse - mit Blickrichtung parallel zur b-Achse - mit Blickrichtung parallel zur c-Achse - räumliche Darstellung in der kristallographischen Standardausrichtung |
| Farblegende: 0 _ U 0 _ As 0 _ O |

## Bildung und Fundorte
Štěpit bildet sich sekundär durch Verwitterung in feuchtem Klima in hydrothermalen Ag-As-Bi-Co-Ni-U-Lagerstätten. Als Begleitminerale können unter anderem gediegen Arsen und Schwefel sowie die Sulfidminerale Arsenopyrit und Pyrit, die Oxidminerale Arsenolith und Claudetit, die Sulfatminerale Běhounekit, Gips und Melanterit und die Arsenatminerale Kaatialait, Skorodit, Parasymplesit und Pikropharmakolith auftreten.
Außer an seiner Typlokalität, dem Geschieber-Gang der Grube Einigkeit in Tschechien konnte das Mineral bisher nur noch in Deutschland im Schacht 371 in der Lagerstätte Schlema-Alberoda im sächsischen Erzgebirgskreis entdeckt werden (Stand 2023).